# Malawi kwacha
A kwacha Malawi hivatalos pénzneme 1971 óta. A kwacha váltotta fel a Malawi fontot 2 kwacha = 1 font árfolyamon. Váltópénze a tambala.
A kwacha szó csicseva nyelven hajnalt, a tambala pedig kakast jelent. Költői formában Száz kakas csinál a hajnalt.
2012. május 7-én leértékelték a valutát a dollárhoz viszonyítva 168 kwacháról 250 kwachára.

## Érmék
1971-ben 1, 2, 5, 10 és 20 tambala, 1986-ban 50 tambala és 1 kwacha címletű érméket bocsátottak ki. Új bimetál 5 és 10 kwacha érmék kerültek forgalomba 2007. januárban. A mai napig mindegyik címlet forgalomban van.

## Bankjegyek
1971-ben forgalomba került az új 50 tambala, 1, 2 és 10 kwacha címletek, 1973-ban új 5 kwacha bankjegyeket bocsátottak ki, a 2 kwacha bankjegek nyomtatását leállították. 1983-ban forgalomba került 20 kwacha címlet, és leállították az 50 tambala bankjegyek előállítását. Az utolsó 1 kwacha bankjegyet 1988-ban nyomtatták ki. 1993-ban bevezették az 50 és 100 kwacha címleteket, 1995-ben a 200 kwachát, 2001-ben az 500 kwachát.
2011 nyarán az ország nemzeti bankja kiadott egy közleményt, melyben az szerepelt, hogy 1000 kwachás bankjegy kibocsátását tervezik.
2012. május 23-án új bankjegysorozatot bocsátottak ki.

### 1997-es sorozat
| 1997-es sorozat | 1997-es sorozat | 1997-es sorozat | 1997-es sorozat | 1997-es sorozat | 1997-es sorozat                     | 1997-es sorozat   | 1997-es sorozat    |
| Kép             | Névérték        | Méret           | Szín            | Jellemzők       | Jellemzők                           | Dátumok           | Dátumok            |
| Kép             | Névérték        | Méret           | Szín            | Előoldal        | Hátoldal                            | Kibocsátás        | Visszavonás        |
| --------------- | --------------- | --------------- | --------------- | --------------- | ----------------------------------- | ----------------- | ------------------ |
|                 | K5              | 126 × 63 mm     | Zöld            | John Chilembwe  | Falusiak gabonát őrölnek            | 1997. július 1.   | ?                  |
|                 | K10             | 132 × 66 mm     | Barna           | John Chilembwe  | Gyerekek szabadtéri iskolában       | 1997. július 1.   | ?                  |
|                 | K20             | 138 × 69 mm     | Lila            | John Chilembwe  | Tealevelet szedő munkások           | 1997. július 1.   | 2011. november 11. |
|                 | K50             | 144 × 72 mm     | Kék             | John Chilembwe  | Függetlenségi diadalív Blantyre-ben | 1997. július 1.   | 2013. május 22.    |
|                 | K100            | 150 × 75 mm     | Piros           | John Chilembwe  | Capital Hill Lilongwe-ben           | 1997. július 1.   | 2013. május 22.    |
|                 | K200            | 156 × 78 mm     | Kék             | John Chilembwe  | A Takarékbank épülete               | 1997. július 1.   | 2013. május 22.    |
|                 | K500            |                 | Többszínű       | John Chilembwe  |                                     | 2001. december 1. | 2013. május 22.    |

### 2012-es sorozat
| Kép      | Kép      | Névérték    | Méret       | Szín        | Jellemzők                                                                    | Jellemzők                                                                        | Dátumok   | Dátumok            | Dátumok     |
| Előoldal | Hátoldal | Névérték    | Méret       | Szín        | Előoldal                                                                     | Hátoldal                                                                         | Nyomtatás | Kibocsátás         | visszavonás |
| -------- | -------- | ----------- | ----------- | ----------- | ---------------------------------------------------------------------------- | -------------------------------------------------------------------------------- | --------- | ------------------ | ----------- |
|          |          | 20 kwacha   | 128 x 64 mm | ibolya      | Lazalo Mkhuzo Jere, hal, Reserve Bank of Malawi épülete, Malawi térképe      | Domasi Tanítóképző főiskola, Malawi térképe, központi bank logója                | 2012      | 2012. május 23.    | forgalomban |
|          |          | 50 kwacha   | 128 x 64 mm | világoskék  | Phillip Zitonga Maseko, hal, Reserve Bank of Malawi épülete, Malawi térképe  | Kasungu Nemzeti Park, elefánt, szafariautó, Malawi térképe, központi bank logója | 2012      | 2012. május 23.    | forgalomban |
|          |          | 100 kwacha  | 128 x 64 mm | vörös       | James Frederick Sangala, hal, Reserve Bank of Malawi épülete, Malawi térképe | Orvosi főiskola Blantyre-ben, Malawi térképe, központi bank logója               | 2012      | 2012. május 23.    | forgalomban |
|          |          | 200 kwacha  | 132 x 66 mm | kék, ibolya | Rose Chibambo, hal, Reserve Bank of Malawi épülete, Malawi térképe           | parlament épülete, Malawi térképe, központi bank logója                          | 2012      | 2012. május 23.    | forgalomban |
|          |          | 500 kwacha  | 132 x 66 mm | barna       | John Chilembwe, hal, Reserve Bank of Malawi épülete, Malawi térképe          | Mulunguzi-gát, Malawi térképe, központi bank logója                              | 2012      | 2012. május 23.    | forgalomban |
|          |          | 1000 kwacha | 132 x 66 mm | zöld        | Kamuzu Banda, hal, Reserve Bank of Malawi épülete, Malawi térképe            | Mzuzu kukorica siló, Malawi térképe, központi bank logója                        | 2012      | 2012. május 23.    | forgalomban |
|          |          | 2000 kwacha |             | sárga       | John Chilembwe                                                               | Malawi University of Science & Technology (MUST)                                 | 2016      | 2016. december 19. | forgalomban |

### 2022-es sorozat
| Kép      | Kép      | Névérték     | Méret       | Szín         | Jellemzők      | Jellemzők                                 | Dátumok   | Dátumok           | Dátumok     |
| Előoldal | Hátoldal | Névérték     | Méret       | Szín         | Előoldal       | Hátoldal                                  | Nyomtatás | Kibocsátás        | visszavonás |
| -------- | -------- | ------------ | ----------- | ------------ | -------------- | ----------------------------------------- | --------- | ----------------- | ----------- |
|          |          | 2000 kwacha  | 135 × 66 mm | narancssárga | John Chilembwe | Blantyre bírósági épület                  | 2021      | 2022. február 24. | forgalomban |
|          |          | 5 000 kwacha | ?           | lila         | Hastings Banda | Malawi központi bank épülete Blantyre-ben | 2021      | 2022. február 24. | forgalomban |

### Emlékbankjegyek
2014. július 6-án 1000 kwachás emlékbankjegyet bocsátottak ki a függetlenség 50. évfordulója kapcsán.